# SWING-O a.k.a. 45
SWING-O a.k.a. 45（スウィンゴ・エーケーエー・フォーティファイブ）は、日本のキーボーディスト、音楽プロデューサー、トラックメイカー、DJ。

## プロフィール
"izanami"、"JAMNUTS"の活動を経てソロ活動をスタート。
Steph Pockets、Kyoto Jazz Massive、CHARA、福原美穂、DJ KAWASAKI、AI、RHYMESTER、KREVA、SONOMI、椎名純平、堂本剛、DOBERMAN INFINITY 等への楽曲提供やプロデュースのほかツアーキーボーディストとしても活躍。
自身のピアノトリオプロジェクト、"45trio（フォーティファイブトリオ）"として2010年にFUJI ROCK FESTIVAL、2012年にSUMMER SONICに出演する。
また、グラミーノミネートのアメリカのシンガーRyan ShawやStephanie McKayなど、海外のアーティストとの親交も深い。
2017年にはキャリア30年のファンクバンドFLYING KIDSへの加入が発表された。
2019年6月25日には恵比寿Liquidroomにて50th birthdayイベントを開催、会場を満員に。同日に初のソロピアノアルバム「SOUL PIANO」を発表。
2020年からは45trio名義のレコードを積極的にリリースしている。2009年からスタートした主催イベントMy Favorite Soulは2024年現在も継続中。

## ディスコグラフィ

### 『SWING-O』名義
- 「SUN DOWN」(2000)
- 「遊女ASOBI~sex soul tokyo」(2006)
- 「SOUL PIANO」(2019)：ソロピアノアルバム

### 『45』名義
- 「HELLO FRIENDS」(2008)
- 「THE REVENGE OF SOUL」(2009)
- 「Stop! Look! Listen!」(2011)
- 「Imaginary World」(2024)

### 『45trio』名義
- 「Where Are We Going? / K-Jee(cover)」(2014) 7inch vinyl & 配信
- 「Make Me Woo feat.多和田えみ/ Taj Mahal(cover)」(2020) 7inch vinyl & 配信
- 「Dance The Night Away feat.Hiro-a-key / Make Love Last Forever feat. 多和田えみ (cover)」(2021) 7inch vinyl & 配信
- 「I Love You(cover) / I Love You (DJ Koco Club Mix)」(2022) 7inch vinyl & 配信
- 「Saudade Vem Correndo (cover) / Saudade Vem Correndo (DJ Koco edit)」(2023) 7inch vinyl & 配信
- 「Remind Me(cover) / Miles To Cross」(2023) 7inch vinyl & 配信
- 「Mysterious Vibes(cover) / A Little Spice(cover)」(2024) 7inch vinyl & 配信

### 『Flying Kids』参加後作品
- 『新・我思うゆえに我あり/ファンキースター』(2017年 シングル/7inchレコード)
- 『ラッセーラ/ラッセーラ(SWING-O remix)』(2018年シングル/7inch レコード)
- 『みんなあれについて考えてる』(2018年 12曲入りアルバム)
- 『オードレイ/ドッグトゥース』(2019年 シングル/7inch レコード)
- 『そしてボクら、ファンキーになった』(2020年 13曲入りアルバム)
- 『ガッチャンコ』(2021年 配信シングル)
- 『ウブゴエデスフィーレ』『Don't Touch Me But Catch Me』(2022年 配信シングル)
- 『Reflex Action』(2023年 配信シングル)
- 『じゃーね』 (2024年 配信シングル)

### 『laidbook』名義
- 「laidbook01 The BEGINNING Issue」
- 「laidbook02 The TRANSIT Issue」
- 「laidbook03 The COSMIC Issue」
- 「laidbook04 The RECONSTRUCTIONS Issue」
- 「laidbook05 The RUNNIN' Issue」
- 「laidbook06 The BEATTAPE Issue」
- 「laidbook07 The JAPANESE Issue」
- 「laidbook08 The ACOUSTIC Issue」
- 「laidbook09 The LUSH LIFE Issue」
- 「laidbook10 The Wax Poetics Japan Issue」
- 「laidbook11 The Best Mix Issue Mixed by DJ MITSU THE BEATS」
- 「laidbook12 different cities, different expressions.」

### 『キムウリョンと45トリオ』名義
- 「キムウリョンと45トリオ」(2013)

## 楽曲提供・参加作品

### 2002年
- 高橋直純『Kiss You』
- Lava『Mundo Novo』
- カリフラワーズ『ookina-hana』
- 高橋直純『Rainy Day』
- 高橋直純『A to Z』
- V.A.『Jamzz』

### 2003年
- Lava『Rhythm & Brazil』
- Rockakongs『The Room 10th Anniversary』
- Ai『Original A.I.』『Original A.I.デラックスエディション』
- 高橋直純『君に会えてよかった』
- V.A.『dreamusic』
- V.A.『buffet style』
- V.A.『Music For BeautifulLife 7 Planet 3rd』
- V.A.『Natural Vibes』
- izanami『chapter1』
- V.A.『Eight Girls』

### 2004年
- 彩乃『コナユキ』
- 彩乃『知りつくしてほしい』
- izanami『izanami』
- Lava『Conexions』
- Ai『Watch Out feat. Afra』
- Goose Bumps『アイミスユー』
- V.A.『Bossa Bacharach』
- V.A.『Jazz bacharach』

### 2005年
- Gladston Galiza『The Album』
- Ai『Machigainai』DVD
- V.A.『London Collection』
- V.A.『Smirnoff Ice Presents Exclusive Jazz Groove』
- V.A.『Save The Japanese Children
- Jin with Corn Head『One』
- bird『birds LIVE 04-05』DVD

### 2006年
- 熊谷和徳『TAP ME CRAZY』DVD
- toi teens! 『ともだち』
- さかいゆう『ZAMANNA』
- V.A.『Hug Music』
- V.A.『ATP』
- DJ Kawasaki『Beautiful』
- Chara『世界』
- Arvin Homa Aya『Amazing』
- Ryoco『Fallin’ 15th anniversary』
- KOTO『Love For You』

### 2007年
- DJ Kawasaki『Beautiful Too』
- Phones『トキノナカデ』
- Gladston Galiza『Madrid』
- Victor Davies『Hear The Sound Remixed』
- V.A.『Gordon Chambers (Love Stories)』
- Kaori『In My Head』
- Remark Spirits『Freeway』
- V.A.『The Room Weekender 15th anniversary』
- V.A.『El Jazz』
- 高杉さと美『百恋歌』
- Remark Spirits『Lovers Memory』
- DJ Kaori『Blue Note Street』
- Lava『Lava Best』
- SATOMI’『Winter & luv』

### 2008年
- DJ Kawasaki『You Can Make It』『Most Wanted-DJ Kawasaki Works』『Most Wanted -DJK International Edit.』
- さかいゆう『Yu, Sakai』
- 高杉さと美『Garden』
- V.A.『Luire presents DJKawasaki *Papa Records』
- V.A.『キラキラジブリ』
- V.A.『theory*DJ Kawasaki』
- V.A.『Ananda Project "Night Blossom"』
- SATOMI’『Angelite』
- Lena Fujii『Lena』
- Nucca『ウクレレソウル』
- Samurai Troops『Fun! Fun! Fun!』
- 多和田えみ『Love & Peace』
- Remark Spirits『Remark Spirits』
- Freeasy Beats『Fantastic Beach』
- SATOMI’『Daisylight』
- V.A.『Quality Covers』
- Hanah『Soul Flower』
- KREVA『MTV Unplugged』DVD
- 櫻倉レオン『Urban Score』

### 2009年
- 尾崎愛『How Special You Were』
- Chara『Breaking Hearts』
- Root Soul『Root Soul』
- HanaH『明日また、笑えるように』
- SYZA『ツメアト』
- Hiro-a-key『HIROGLYPHICS』
- Chara『Carol』

### 2010年
- さかいゆう『Yes!!』
- cossami『りんご』
- 豊崎愛生『ぼくを探して』
- モアリズム『EVERY SONG IS LOVE SONG』
- HanaH『I’m Not Alone』
- DJ Kawasaki『Paradise』
- SONOMI『S.O.N.O.M.』
- Wyolica『castle of wind』
- 福原美穂『Regrets of life』

### 2011年
- JP2HAITI『光 -Hikari-』
- Dezille Brothers『だしの取りかた』
- 清水翔太『Colors』
- Chara『Dark Candy』
- 近藤房之助『SWING-O Presents... 黒くなれ』
- 福原美穂『The Soul Extreme EP』
- Zeebra『Blue feat. AI』
- 沖野修也『Destiny』
- Azumi『ぴあのとあずみ』
- 福原美穂『The Soul Extreme EP II』
- 堂本剛『NIPPON』
- COMA-CHI『太陽を呼ぶ少年』
- V.A.『TOKYO CROSSOVER NIGHT』
- Zeebra『Black World / White Heat』

### 2012年
- 中村舞子『HEART』
- DJ Kawasaki『Black & Gold』
- Lava『4Vida』
- 堂本剛『Shamanippon -ラカチノトヒ-』
- 福原美穂『The Best Of Soul Extreme』
- MISIA『恋は終わらないずっと』
- Tina『A Song For You』
- COMA-CHI『MADE IN SUMMER』
- 堂本剛『平安結祈』DVD
- 西川美和監督作『夢売るふたり オリジナル・サウンド・トラック』
- V.A.『Tokyo Crossover Night 2012』
- V.A.『Black Finger～Queen Never Dies～』
- ズクナシ『We Sing One Voice』
- Chara『Cocoon』
- V.A.『NO DANCE, NO LIFE』
- V.A.『TOWER RECORDS CAFE -shibuya smooth music-』

### 2013年
- 小林香織 『Urban Stream』
- Chara 『MTV Unpluged』
- DJ Kawasaki『Naked~Complete Best』
- Dezille Brothers 『Sexy Mama』『Splash/By My Side』『君とやり直せるかな』
- BENI『さつきあめ』
- 堂本剛『瞬き』
- BENI『COVERS 3』

### 2014年
- 堂本剛『shamanippon -ロイノチノイ-』
- 「J.FERRY」店内BGM
- 防弾少年団『WAKE UP』
- RHYMESTER『ちょうどいい Piano session with SWING-O』
- 一青窈『他人の関係』
- 清水翔太『ENCORE TOUR』DVD ツアーの為だけの楽曲を提供

### 2015年
- 堂本剛『TU』
- 土屋アンナ『NAKE'd ～Soul Issue～』
- COMA-CHI 『always』
- 清水翔太『LIVE TOUR 2015』　ツアーの為だけの楽曲を提供
- 柴咲コウ『こううたう』
- Flying Kids 『Billboard Live Tour 2015』
- Rhymester『Bitter, Sweet & Beuatiful』
- YOSHIKA『YOSHIKA』

### 2016年
- 堂本剛『Grateful Rebirth』
- 堂本剛『TU FUNK TUOR2015 』
- 浜崎貴司(FLYING KIDS) × YO-KING『君の笑顔』
- サ上と中江『さいごの宿題』
- 當山ミレイ『My Way』
- 大西ユカリ『Explosion☆』
- Doberman Infinity 『Terminal』
- 元ちとせ『君の名を呼ぶ』

### 2017年
- Flying Kids『みんなあれについて考えてる』
- 浜田マロン『レディ・モノクローム』
- 加藤ミリヤ『UTOPIA』
- JONTE 『Delight』
- なかの綾『ギリギリの関係』
- Doberman Infinity『iii -three-』 DVD

### 2018年
- Shunske G & The Peas『Groove Me(SWING-O remix)』(7inch vinyl only)
- HaiRi『スタートライン/未来のつぼみ』
- Takatsuki Experiment『Strawberry Moon』
- 市川愛 『My Love,With My Short Hair』
- ENDRECHERI『Hybrid Funk』
- なかの綾『Double Game』
- 福耳『シンガーとソングライター』
- MIDICRONICA『#101』
- Chara『Baby Bump』

### 2019年
- DOBERMAN INFINITY 『2018 DOGG YEAR~FULL THROTTLE in 日本武道館』(DVD)
- なかの綾『Double Game Tour Final 東京キネマ倶楽部』(DVD)
- 夏目花実、沖ヒカル、木村魚拓『さよならウィンナー』
- リベラルa.k.a.岩間俊樹(SANABAGUN.)『LiLIA feat SARM』『Surrearhythmシュールレアリズム』
- ENDRECHERI『LIVE TOUR 2018』(DVD)
- JILL(Personz)/香川誠(ROGUE)/松井常松(BOOWY)/渋川清彦/浜崎貴司『Welcome To The Air Place』

### 2020年
- Flying Kids『そしてボクら、ファンキーになった』
- FUMINORI KAGAJO『Timeless EP』(12inch vinyl)
- なかの綾『10th Anniversary BLACK BOX』(7inch vinyl box)
- YGNT special collective『蝋燭の私』
- マキタスポーツ『オトネタ5』
- 堂本剛『祈望』(DVD Box)
- 河口恭吾『マイ・アイデンティティー』
- Ellie(ex. Love Tambourines)『NEO BITCHIZM』
- あらきゆうこ＆岡本定義『かなしいアイシテル』
- salesforce TV CM

### 2021年
- Flying Kids『ガッチャンコ』
- AYACA『Ready When You Are/You Don't Know My Name』(7inch vinyl)
- あらきゆうこ＆岡本定義(Mi-Gu&COUL)『RUN TRAIN RUN』
- 武田と哲也『Love On Delivery』
- 河口恭吾『No Rain No Flower』
- DEEP SQUAD『D'Parture』
- dip BATTLES『Freak feat. 多和田えみ』
- Warm Up(平岡恵子)『Holiday』
- Nestle ROASTELIER web CM
- docomo dカードCM

### 2022年
- DOBERMAN INFINITY『HERE』DVD『LOST + FOUND』
- dip BATTLES『七転八倒』
- 安次嶺希和子『Flower Song』
- アマネトリル『渚のLADYになりきって』
- T-Groove & George Kano Experience『Do It Baby』
- 小野大輔『DING DONG』
- 浜端ヨウヘイ『Things Change』
- 今井優子『Spell Of Love』
- 資生堂エリクシールCM『つづく喜び』
- SHARP AQUOS CM

### 2023年
- T-Groove feat. Maya Killtron『Keep On Dancin'』
- DOBERMAN INFINITY『LOST+FOUND Live Tour2022』
- 菅原信介『Smile』
- 林和希『I アイ』
- Chick-D feat.椎名純平『カフェインの女王/Blow Your Mind』7inch vinyl &配信
- KG9『Higher Higher』
- Ellie (ex. Love Tambourines)『90s Baby』
- 平野友里『I LOVE IDOL』
- 佐藤広大『Calling』
- GOLDEN CONCEPT CM出演